# GNU parallel
GNU parallel是用于Linux和其他类Unix操作系统的命令行驱动的实用工具，它允许用户并行的执行shell脚本。GNU parallel是Ole Tange用Perl写的自由软件。它可在GPLv3条款下获得。GNU parallel可以在远程服务器上运行作业，它使用ssh与远程机器进行通信。

## 用法
最常用的用法是替代shell循环，比如将
```
    
for
 
x
 
in
 
$(
cat
 
list
)
;
 
do
 

        
do_something
 
"
$x
"

    
done
 
|
 
process_output

```

变为如下形式：
```
    
cat
 
list
 
|
 
parallel
 
do_something
 
|
 
process_output

```

这里的文件list包含给do_something的实际参数，而这里的| process_output可以省略。
使用parallel的脚本通常比使用pexec的脚本易读。
程序parallel的特征还有：
- 聚组标准输出和标准错误输出，parallel延期输出直到所有运行作业完成；
- 可保持输出的次序同于输入的次序；
- 恰当的处理包含特殊字符的文件名，比如空格、单引号、双引号、&（ampersand）和UTF-8编码字符；

作为缺省，parallel并行运行作业的数量同于CPU核心数目。

## 例子
```
 
find
 
.
 
-name
 
"*.foo"
 
|
 
parallel
 
grep
 
bar

```

上述命令是如下命令的并行等价：
```
 
find
 
.
 
-name
 
"*.foo"
 
-exec
 
grep
 
bar
 
{}
 
+

```

它在当前目录及其子目录中的名字结束于.foo的所有文件中查找字符串bar的出现。parallel将如期运行除非遇到名字包含换行的文件。为了避免这个限制可以使用：
```
 
find
 
.
 
-name
 
"*.foo"
 
-print0
 
|
 
parallel
 
-0
 
grep
 
bar

```

上述命令使用空字符来分隔文件名。
```
 
find
 
.
 
-name
 
"*.foo"
 
|
 
parallel
 
-X
 
mv
 
{}
 
/tmp/trash

```

上述命令使用{}来告知parallel将{}替代为实际参数列表。
```
 
find
 
.
 
-maxdepth
 
1
 
-type
 
f
 
-name
 
"*.ogg"
 
|
 
parallel
 
-X
 
-r
 
cp
 
-v
 
-p
 
{}
 
/home/media

```

上述命令所做同于：
```
 
cp
 
-v
 
-p
 
*.ogg
 
/home/media

```

但是，使用find/parallel/cp的前者命令更加有效利用资源，并且在*.ogg展开后对于shell而言太大的情况下不作为错误而停止。

## 引用
1. ↑  Tange, Ole. . parallel (邮件列表). 2022-03-22  [2022-03-22]. （原始内容存档于2022-04-04）.
2. ↑  . GNU.org.   [2021-02-06]. （原始内容存档于2021-02-01）.